# März 2013
Portal Geschichte | Portal Biografien | Aktuelle Ereignisse | Jahreskalender | Tagesartikel

◄ |
20. Jahrhundert |
21. Jahrhundert

◄ |
1980er |
1990er |
2000er |
2010er
| 2020er | 2030er | 2040er

◄ |
2009 |
2010 |
2011 |
2012 |
2013
| 2014 | 2015 | 2016 | 2017 | ►

◄ |
Dezember 2012 |
Januar 2013 |
Februar 2013 |
März 2013 |
April 2013 |
Mai 2013 |
Juni 2013 |
►
Dieser Artikel behandelt tagesbezogene Nachrichten und Ereignisse im März 2013.

## Tagesgeschehen

### Freitag, 1. März 2013
- Al Jiza/Jordanien: In einer geheimen Mission nehmen US-amerikanische Sicherheitskräfte zusammen mit den Streitkräften Jordaniens den Terroristen und Sprecher der Al-Qaida Sulaiman Abu Ghaith fest.[1]
- Berlin/Deutschland: Der Bundesrat spricht sich für die steuerliche Gleichstellung homosexueller Partnerschaften aus.[2]

### Samstag, 2. März 2013
- Gao/Mali: Die Armee des Tschad tötet bei Gefechten im Adrar-des-Ifoghas-Gebirge elf islamische Militanten, darunter den Al-Qaida-Chef und Islamistenführer Mokhtar Belmokhtar.[3]
- München/Deutschland: Wolfgang Reitzle kündigt für 2014 seinen Rücktritt als Vorstandschef des Industriegase-Herstellers Linde AG an.[4]

### Sonntag, 3. März 2013

Zustimmung zur Initiative gegen überzogene Managervergütungen

- Bangkok/Thailand: Vom 3. bis 14. März 2013 findet die 16. Vertragsstaatenkonferenz zum Washingtoner Artenschutzübereinkommen (CITES) statt.[5]
- Bern/Schweiz: In der Schweiz wird eine Volksinitiative gegen überzogene Managervergütungen mit deutlicher Mehrheit angenommen.[6]
- Karatschi/Pakistan: Bei zwei Bombenanschlägen durch die Terrororganisation Lashkar-e-Jhangvi werden 33 Menschen getötet und mehr als 90 verletzt.[7]
- Klagenfurt/Österreich: Landtagswahlen in Kärnten
- Monguno/Nigeria: Bei einem Vergeltungsschlag der nigerianischen Armee auf ein Lager der Boko Haram werden 20 Menschen getötet.[8]
- St. Pölten/Österreich: Landtagswahlen in Niederösterreich[9]
- Xishan/China: Bei einem Erdbeben der Stärke 5,5 Mw in der Provinz Yunnan werden 30 Menschen verletzt und rund 700 Häuser zerstört.[10]

### Montag, 4. März 2013
- Athen/Griechenland: Der frühere Verteidigungsminister Akis Tsochatzopoulos wird wegen Steuerhinterziehung zu acht Jahren Gefängnis verurteilt.[11]
- Chidapani/Nepal: Bei einem Busunfall auf dem Siddhartha Highway im Distrikt Palpa sterben 15 Menschen.[12]
- Goma/DR Kongo: Bei einem Flugzeugabsturz einer Fokker 50 der „Compagnie Africaine d’Aviation“ sterben 36 Menschen.[13]
- Muhafazat al Anbar/Irak: Bei Gefechten von irakischen Sicherheitskräften und syrischen Soldaten in der Provinz al-Anbar sterben 48 Personen.[14]
- Nairobi/Kenia: Präsidentschafts- und Parlamentswahlen in Kenia
- Vatikanstadt: Nach dem Eintreten der Sedisvakanz finden die ersten Kardinalsversammlungen (Generalkongregationen) zur Vorbereitung des Konklaves und der Papstwahl statt.[15]

### Dienstag, 5. März 2013

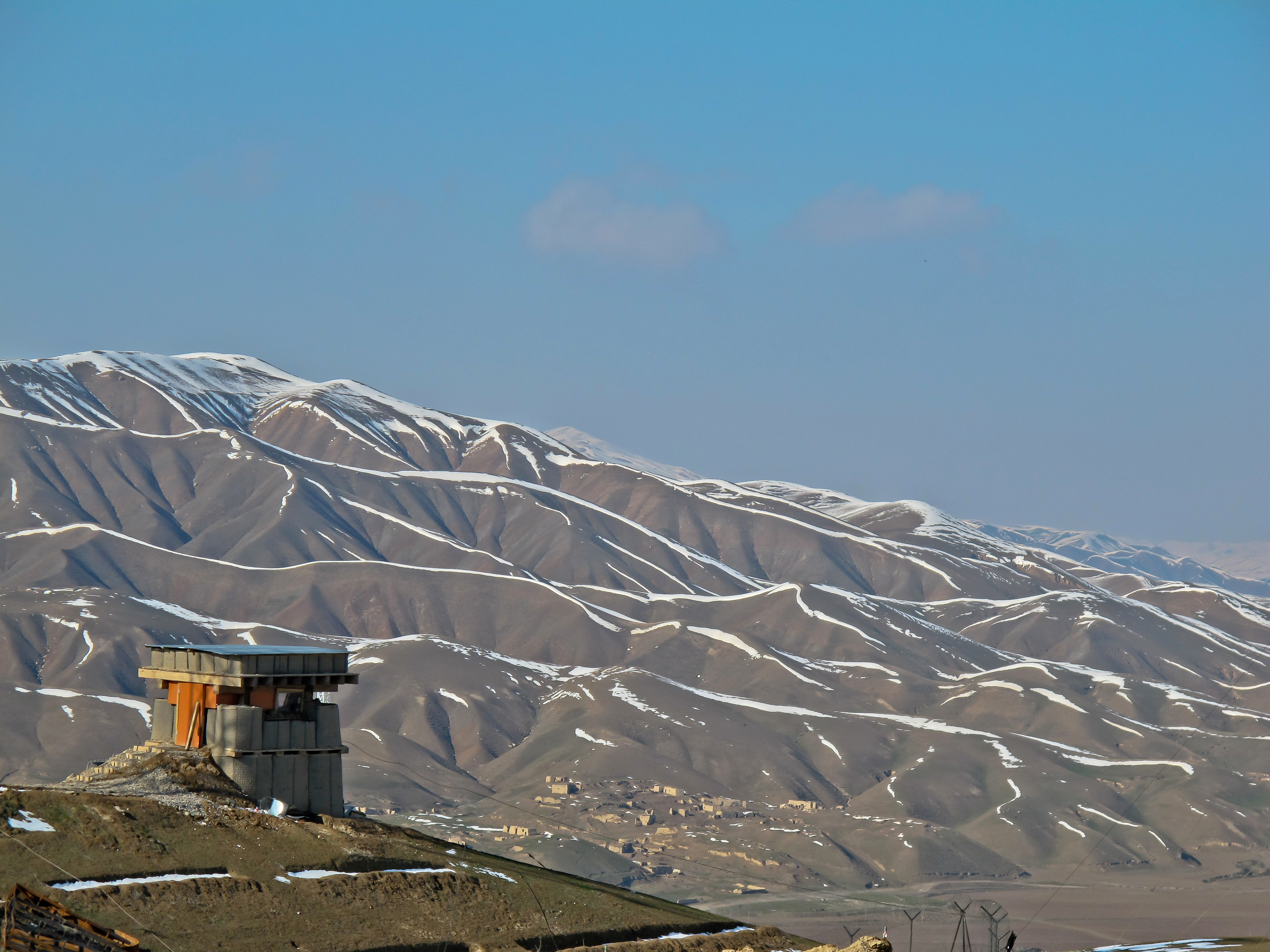
Observation Point North in Afghanistan

- Masar-i-Scharif/Afghanistan: Der deutsche Verteidigungsminister Thomas de Maizière verkündet bei einem Besuch in Afghanistan, dass sich die Bundeswehr im Frühjahr von der Basis Observation Point North zurückziehen wird.[16]

### Mittwoch, 6. März 2013
- Berlin/Deutschland: Johannes Ponader, Geschäftsführer der Piratenpartei Deutschland kündigt an, sein Amt im Mai 2013 niederzulegen.[17]
- Brüssel/Belgien: Die EU-Kommission verpflichtet das US-amerikanische Unternehmen Microsoft zu einer Strafzahlung von einer halben Milliarde Euro wegen unfairer Geschäftspraktiken.[18]
- Golanhöhen/Syrien: Bei einem Überfall im Gouvernement Quneitra werden 20 Mitglieder der UN-Friedenstruppen von rund 30 bewaffneten Rebellen aus Syrien als Geiseln genommen.[19]

### Donnerstag, 7. März 2013

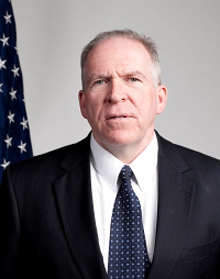
John O. Brennan

- Luxemburg/Luxemburg: Der Europäische Gerichtshof gibt der Bundesrepublik Deutschland nach jahrzehntelangen Streit mit der Schweiz über Fluglärm in Verbindung mit dem Flughafen Zürich und Flughafen Bern-Belp recht.[20]
- Mailand/Italien: Ein Gericht in Mailand verurteilt den früheren italienischen Ministerpräsidenten Silvio Berlusconi in einem Prozess um abgehörte Telefongespräche in erster Instanz zu einer Haftstrafe von einem Jahr.[21]
- Pjöngjang/Nordkorea: Nordkorea droht den USA mit einem atomaren Erstschlag.[22]
- Washington, D.C./Vereinigte Staaten: Der US-Senat ernennt John O. Brennan zum neuen Chef des Geheimdienstes CIA.[23]

### Freitag, 8. März 2013
- Đá Trắng/Vietnam: Beim Zusammenstoß zweier Linienbusse in der Provinz Khánh Hòa sterben elf Kinder und Erwachsene, neun weitere werden verletzt.[24]
- Essen/Deutschland: Gerhard Cromme tritt als Aufsichtsratsvorsitzender des Stahl- und Technologieunternehmens Thyssenkrupp zum 31. März 2013 zurück.[25]
- Pjöngjang/Nordkorea: Von nordkoreanischer Seite wird der infolge des Koreakrieges seit 1953 bestehende Waffenstillstand mit Südkorea mit Wirkung zum 11. März 2013 gekündigt.[26]

### Samstag, 9. März 2013
- Berlin/Deutschland: Philipp Rösler wird für zwei weitere Jahre zum Vorsitzenden der FDP und Christian Lindner zum ersten Stellvertreter gewählt.[27]
- Blankenfelde-Mahlow/Deutschland: Der Deutsche Anglerverband gibt seine Fusion mit dem Verband Deutscher Sportfischer zum Deutschen Angelfischerverband bekannt.[28]
- Caracas/Venezuela: Nicolás Maduro wird als Übergangspräsident von Venezuela vereidigt.[29]
- Naeheung-dong/Südkorea: Bei einem Schiffsunglück vor der Küste von Gunsan sterben mindestens neun Menschen.[30]
- Nairobi/Kenia: Die Wahlkommission ernennt Uhuru Kenyatta zum Sieger der Präsidentschaftswahl.[31]
- Valletta/Malta: Die Parlamentswahlen in Malta gewinnt der oppositionelle Herausforderer Joseph Muscat.[32]

### Sonntag, 10. März 2013
- Jama’are/Nigeria: Die Terrororganisation Ansaru tötet nach einer dreiwöchigen Geiselnahme sieben Angestellte der international agierenden Firma Setraco Group.[33]
- Mitteleuropa: Der Komet C/2011 L4 (Panstarrs) erreicht die größte Annäherung an die Sonne und ist von Mitteleuropa aus mit dem bloßen Auge sichtbar. Am 3. März war er über Australien sichtbar.[34]
- Panzi/DR Kongo: Beim Absturz eines MONUSCO Hubschraubers im Sud-Kivu sterben mehr als zehn Mitarbeiter der UN-Mission.[35]
- Sotschi/Russland: Die deutschen Biathletinnen gewinnen den Biathlon-Weltcup in der Damen-Staffel.[36]
- Wiesbaden/Deutschland: Die Bürger wählen den SPD-Kandidaten Sven Gerich zum Oberbürgermeister der hessischen Landeshauptstadt.[37]

### Montag, 11. März 2013
- Behsud/Afghanistan: Bei Gefechten auf einer Gemeinschaftsbasis der Afghanischen Nationalarmee und der US Army in der Provinz Wardak sterben mehr als zehn Menschen.[38]
- Marignane/Frankreich: Französische Ermittler heben im Département Bouches-du-Rhône eine islamistische Terrorzelle aus, die Anschläge in Marseille geplant haben soll.[39]
- Stanley/Falklandinseln: Im Referendum zum politischen Status der Falklandinseln sprechen sich die Bewohner der Falklandinseln mit großer Mehrheit für einen Verbleib beim Vereinigten Königreich aus.[40]

### Dienstag, 12. März 2013
- Vatikanstadt: Das Konklave zur Wahl des Nachfolgers von Papst Benedikt XVI. begann.
- Washington, D.C./Vereinigte Staaten: Die US-Luftfahrtbehörde hob das Flugverbot der Boeing „Dreamliner“ teilweise auf.[41]

### Mittwoch, 13. März 2013

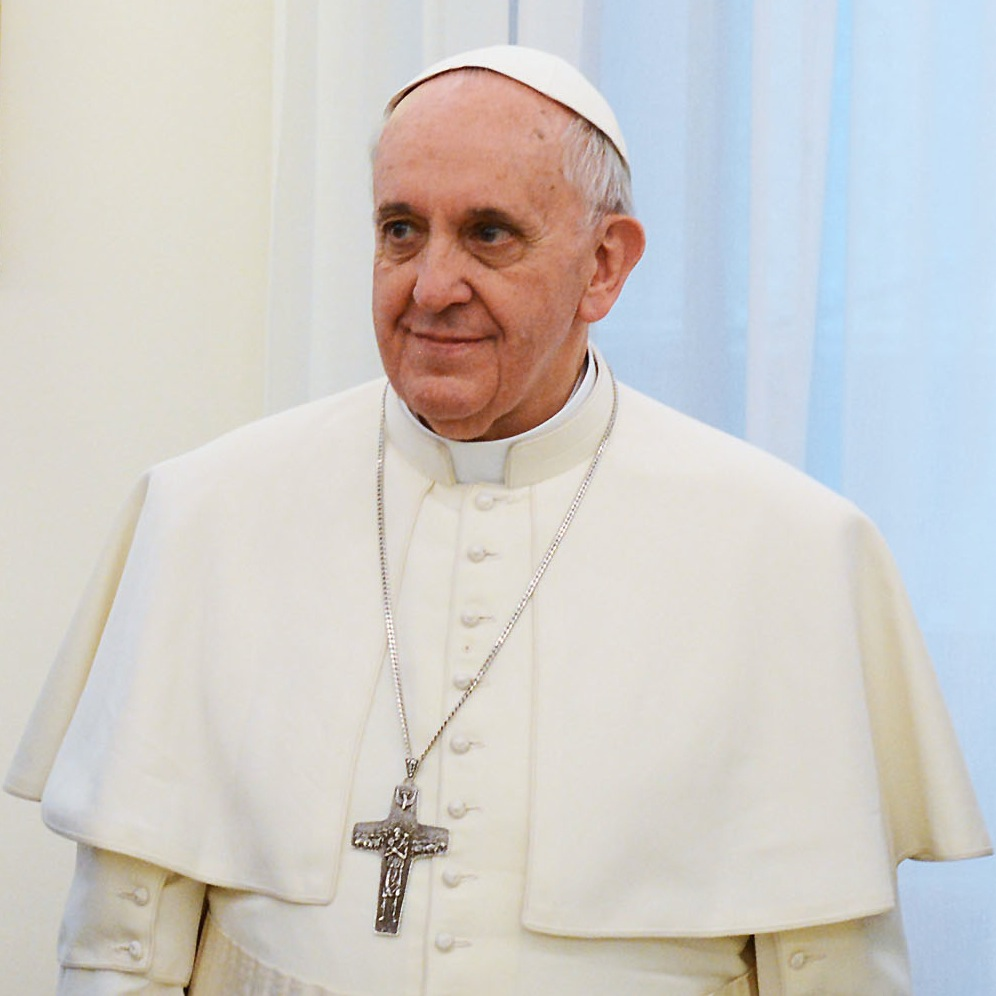
Papst Franziskus

- Atlanta, New York/Vereinigte Staaten: Bei einem Hackerangriff auf die Website des Finanzdienstleisters Equifax und der Bank JPMorgan Chase erbeuten Unbekannte private Daten und Bankverbindungen von Politikern und anderen Prominenten.[42]
- Essen/Deutschland: Ulrich Lehner wird zum neuen Aufsichtsratschef von ThyssenKrupp ernannt und ersetzt Gerhard Cromme.[43]
- Frankfurt am Main/Deutschland: Die Commerzbank tilgt mit Hilfe einer Kapitalerhöhung die Staatshilfe vollständig.[44]
- Little Falls/Vereinigte Staaten: Ein Mann in Herkimer County im Bundesstaat New York tötet vier Menschen und verletzt zwei weitere, bevor er von der Polizei erschossen wird.[45]
- Monte Dourado/Brasilien: Bei einem Flugzeugabsturz sterben zehn Mitarbeiter des Wasserkraftwerks Santo Antônio do Jari.[46]
- Vatikanstadt: Kardinal Bergoglio ist als Franziskus neuer Papst und damit Oberhaupt der Katholischen Kirche.[47]

### Donnerstag, 14. März 2013

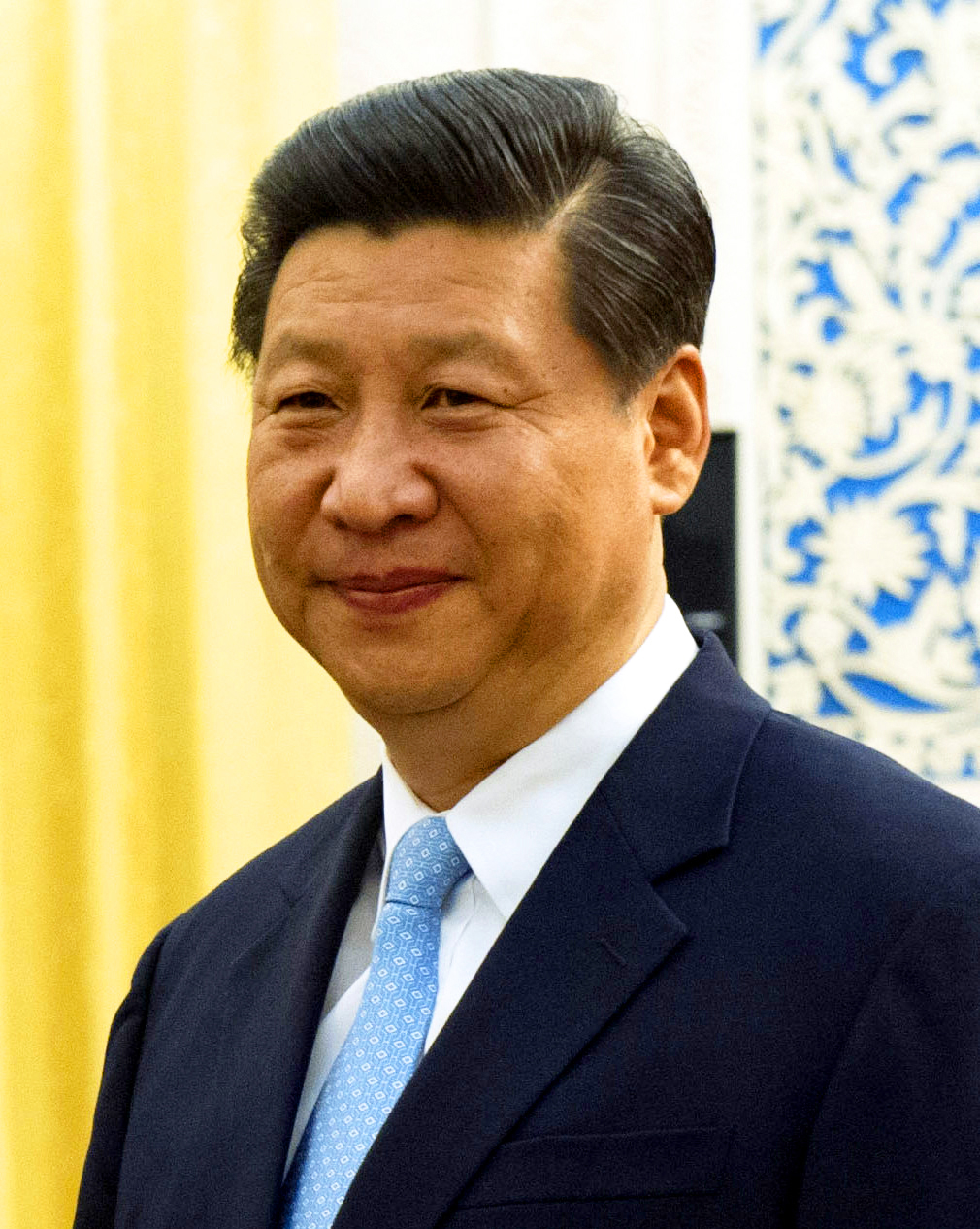
Xi Jinping

- Bagdad/Irak: Bei einem Anschlag auf das irakische Gerichtszentrum sterben 18 Menschen.[48]
- Erfurt/Deutschland: Der Mitteldeutsche Rundfunk entlässt den KiKA-Programmgeschäftsführer Steffen Kottkamp wegen Korruption fristlos.[49]
- Halabja/Kurdistan: 25. Jahrestag des Giftgasangriffs auf Halabdscha[50]
- Leipzig/Deutschland: Das Bundesverwaltungsgericht lässt die Klage der Anwohner gegen Castor-Transporte ins Atommüll-Zwischenlager Gorleben zu. Die Betroffenen seien klagebefugt.[51]
- Peking/China: Der Nationale Volkskongress wählt Xi Jinping zum Staatschef.[52]

### Freitag, 15. März 2013
- Bekasi/Indonesien: Die indonesische Polizei erschießt in West-Java drei mutmaßliche Terroristen und nimmt vier weitere fest.[53]
- Goodyear/Vereinigte Staaten: Das United States Court of Appeals for the Ninth Circuit in Arizona hebt nach 22 Jahren die Todesstrafe für die gebürtige Deutsche Debra Milke auf.[54]
- Peking/China: Der Nationale Volkskongress wählt Li Keqiang zum Ministerpräsidenten.[55]

### Samstag, 16. März 2013
- Annapolis/Vereinigte Staaten: Maryland schafft die Todesstrafe ab.[56]
- Mexiko-Stadt/Mexiko: Bei einer Explosion eines mit Feuerwerkskörpern beladenen Kleinlastwagens sterben elf Menschen und 70 weitere werden verletzt.[57]
- New York/Vereinigte Staaten: Die Vereinten Nationen verabschieden eine Erklärung zur Gleichstellung der Frau in Ländern mit muslimischer Bevölkerungsmehrheit.[58]

### Sonntag, 17. März 2013
- Garmat Ali/Irak: Bei zwei Autobombenanschlägen auf eine Bushaltestelle im Gouvernement Basra sterben über zehn Menschen.[59]
- Lenzerheide/Schweiz: Felix Neureuther gewinnt das letzte Herren-Rennen der Ski-Alpin 2013 und den alpinen Ski-Weltcup.[60]

### Montag, 18. März 2013
- Bonn/Deutschland: Das Bundeskartellamt verhängt für Preiserhöhungen und Rabattforderungen des Einzelhandels gegen die Hersteller Beiersdorf AG, Erdal, Gillette, GlaxoSmithKline, L’Oréal, Procter & Gamble und gegen den Markenverband eine Strafe von 39 Millionen Euro.[61]
- Kigali/Ruanda: Nach sechsjähriger Flucht stellt sich der mutmaßliche Kriegsverbrecher Bosco Ntaganda.[62]
- Mogadischu/Somalia: Bei einem Bombenanschlag vor einem Restaurant im Regierungsviertel werden mindestens zehn Menschen getötet.[63]
- Peschawar/Pakistan: Bei einer Explosion nach einer Geiselnahme im Khyber Road-Justizzentrum sterben mehr als zehn Menschen.[64]

### Dienstag, 19. März 2013

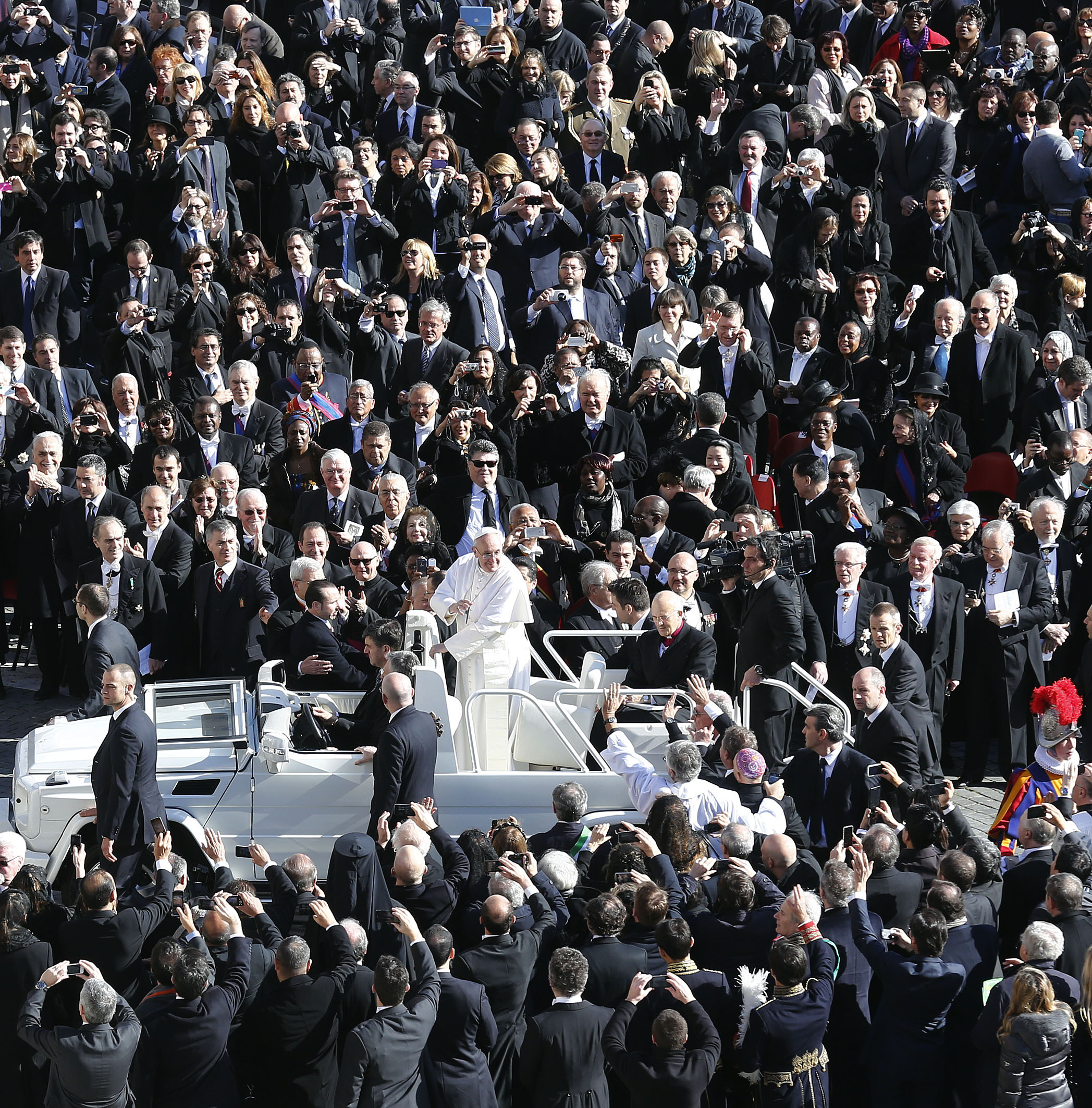
Inthronisation von Papst Franziskus

- Bagdad/Irak: Am zehnten Jahrestag der US-Invasion sterben bei mehreren Bombenanschlägen mindestens 56 Menschen.[65]
- Berlin/Deutschland: Das deutsche Bundesverfassungsgericht billigt grundsätzlich die gesetzliche Regelung zur umstrittenen Verständigung im Strafverfahren, erklärt informelle Absprachen aber für unzulässig.[66]
- Hawthorne/Vereinigte Staaten: Bei einer Truppenübung auf dem Gelände des Hawthorne Army Depots am Walker Lake in Nevada sterben mindestens sieben Marineinfanteristen.[67]
- Paris/Frankreich: Jérôme Cahuzac tritt wegen des Vorwurfs des Steuerbetruges als Haushaltsminister zurück.[68]
- Vatikanstadt: Mit dem Argentinier Jorge Mario Bergoglio wird erstmals ein Lateinamerikaner als Papst der Römisch-katholischen Kirche eingeführt. Für sein Amt wählte er den Namen Franziskus.[69]
- Wuxi/China: Der international agierende Hersteller von Sonnenkollektoren „Suntech Power“ meldet Insolvenz an.[70]
- Yantai/China: Nach zweitägiger Havarie sinkt das Containerschiff Guangyangxingang an der Taozi Bay. Dabei sterben mindestens elf Menschen.[71]

### Mittwoch, 20. März 2013

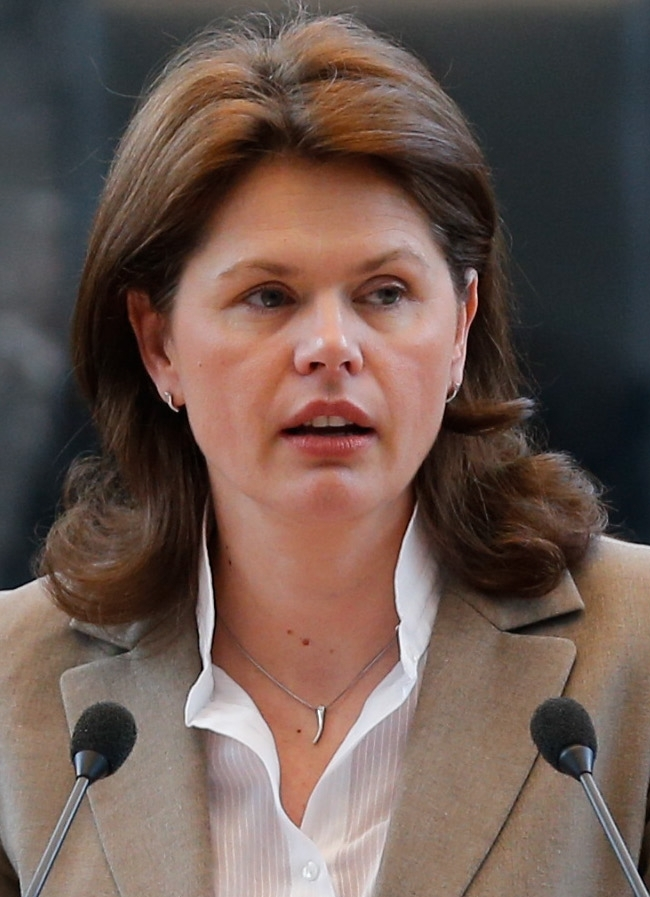
Alenka Bratušek

- Ljubljana/Slowenien: Das slowenische Parlament bestätigt das Kabinett von Ministerpräsidentin Alenka Bratušek.[72]
- London/Vereinigtes Königreich: Die staatlichen Museen Preußischer Kulturbesitz versteigern Edvard Munchs Farbdruck „Junge Frau am Strand“ für 2,1 Millionen britische Pfund im Auktionshaus Christie’s an einen anonymen Telefonbieter.[73]
- Nikosia/Zypern: Das zyprische Parlament lehnt ein Hilfspaket der Eurozone und des IWF ab, das unter anderem eine Beteiligung der Sparer an der Rettung der Banken vorsieht.[74]

### Donnerstag, 21. März 2013
- Berlin/Deutschland: Echoverleihung 2013 in der Messe Berlin.[75]
- Berlin/Deutschland: Beim Absturz eines Hubschraubers während einer Polizei-Übung am Olympiastadion Berlin stirbt eine Person und sieben weitere werden verletzt.[76]
- Damaskus/Syrien: Bei einem Terroranschlag durch einen Selbstmordattentäter in einer Sunniten-Moschee sterben 43 Menschen, darunter der Kleriker.[77]
- Meiktila/Myanmar: Bei Straßenschlachten zwischen Demonstranten und Anhängern der Nationalen Liga für Demokratie sterben mindestens zehn Menschen.[78]
- Nürnberg/Deutschland: Oberbürgermeister Ulrich Maly eröffnet mit einer Gedenkfeier ein Mahnmal für die Opfer der Nationalsozialistischen Untergrund-Terrorzelle in der südlichen Altstadt.[79]
- Paris/Frankreich: Christiane Taubira und das Tribunal de Grande Instance beginnen mit Ermittlungen gegen den ehemaligen Staatspräsidenten Nicolas Sarkozy wegen finanzieller Vorteilnahme im Wahlkampf 2007.[80]
- Peschawar/Pakistan: Bei einem Bombenanschlag im Flüchtlingslager Jalozai im Distrikt Nowshera sterben 13 Menschen.[81]

### Freitag, 22. März 2013
- Arnstadt/Deutschland: Die Robert Bosch GmbH gibt die Auflösung von „Bosch Solar Energy“ bekannt und verkündet den Ausstieg aus der Solarbranche.[82]
- Ban Kwai/Thailand: Bei einem Brand im Karen Flüchtlingslager Camp Ban Mae Surin in der Provinz Mae Hong Son sterben mindestens 32 Menschen.[83]
- Berlin/Deutschland: Mit Zustimmung des Bundesrates wird in Deutschland ein Leistungsschutzrecht für Verlage eingeführt.[84]
- Falun/Schweden: Skilanglauf-Weltcup-Finale[85]
- Nasimagar/Bangladesch: Bei einem Tornado im Distrikt Brahmanbaria werden mehrere Dörfer verwüstet, 20 Menschen getötet und mehr als hundert verletzt.[86]
- Paris/Frankreich: Das cour d’assises de Paris verurteilt den Gründer des Alternativpädagogik-Projektes „Schule auf dem Schiff“ Léonide Kameneff wegen schweren sexuellen Missbrauchs zu zwölf Jahren Haft.[87]
- Planica/Slowenien: Skisprung-Weltcup Finale[88]

### Samstag, 23. März 2013
- Bad Gastein/Österreich: Finale der Freestyle-Skiing Wettbewerbe mit dem Red Bull PlayStreets im Gasteinertal.[89]
- Jerusalem/Israel: Unter Vermittlung vom US-amerikanischen Präsidenten Barack Obama bei seinem Besuch in Israel bittet der israelische Regierungschef Benjamin Netanjahu für den Ship-to-Gaza-Zwischenfall von 2010 auf dem Schiff Mavi Marmara um Entschuldigung; der türkische Regierungschef Recep Tayyip Erdoğan nimmt diese Entschuldigung an.[90]
- Salzburg/Österreich: Start der Salzburger Osterfestspiele 2013 im Großen Festspielhaus Salzburg.[91]
- Washington, D.C./Vereinigte Staaten: Ein Feuerball ist in 13 Staaten der USA und zwei kanadischen Provinzen zu sehen.[92]

### Sonntag, 24. März 2013
- Bangui/Zentralafrikanische Republik: Die Rebellenorganisation Séléka übernimmt die vollständige Kontrolle der Hauptstadt.[93]
- Luena/DR Kongo: Bei einem Angriff der für die Unabhängigkeit der Provinz Katanga kämpfenden Mai-Mai-Rebellen sterben mindestens 35 Menschen.[94]
- Sepang/Malaysia: Sebastian Vettel gewinnt den Großen Preis von Malaysia auf dem Sepang International Circuit.[95]
- Sotschi/Russland: Eisschnelllauf-Einzelstreckenweltmeisterschaften 2013[96]

### Montag, 25. März 2013
- Brüssel/Belgien: Die Finanzminister der Eurozone stimmen dem revidierten Rettungsplan für Zypern zu.[97]
- Hoofddorp/Niederlande: Der Logistikkonzern TNT Express streicht 4000 Arbeitsplätze und steht vor der Insolvenz.[98]
- Karlsruhe/Deutschland: Der Bundesgerichtshof stellt die Strafbarkeit geplanter und mit gegenseitiger Einwilligung organisierter Schlägereien klar.[99]
- London/Vereinigte Staaten: Im Stadtteil London Borough of Southwark brennt die renommierte Newington Library und das The Cuming Museum nieder.[100]
- München/Deutschland: Die Lufthansa beschließt die Einführung der Klasse Premium Economy und die Erweiterung ihres Vorstandes.[101]
- Nairobi/Kenia: Der Supreme Court of Kenya ordnet die Überprüfung der Stimmzettel der Präsidentenwahl um den Wahlsieger Uhuru Kenyatta an.[102]
- Washington, D.C./Vereinigte Staaten: Die US Air Force übergibt das Militärgefängnis Bagram auf dem gleichnamigen Bagram Airfield an die Regierung von Afghanistan.[103]

### Dienstag, 26. März 2013

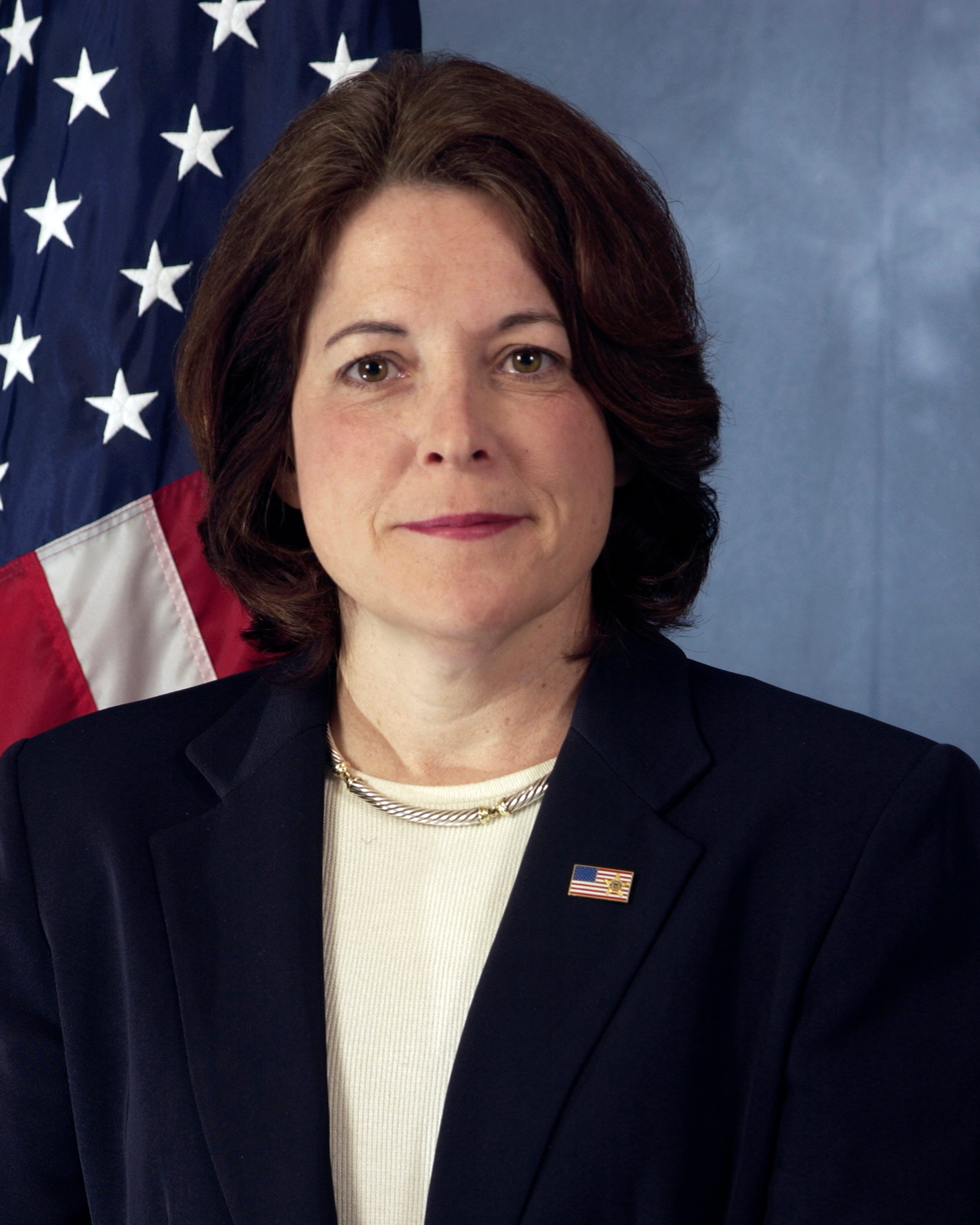
Julia Pierson

- Dschalalabad/Afghanistan: Bei einem Angriff auf einen Stützpunkt des afghanischen Inlandsgeheimdienstes Riyāsat-e amniyat-e mellī in der Provinz Nangarhar werden über zehn Polizisten getötet.[104]
- Mailand/Italien: Außenminister Giulio Terzi tritt nach einer Überstellung zweier Marinesoldaten zu einem Strafprozess nach Indien zurück.[105]
- Rom/Italien: Der Oberste Kassationsgerichtshof hebt den Freispruch gegen die 2009 wegen Mordes angeklagte Amanda Knox auf; der Prozess wird neu aufgenommen.[106]
- Washington, D.C./Vereinigte Staaten: Barack Obama ernennt Julia Pierson zur neuen Chefin des United States Secret Service.[107]

### Mittwoch, 27. März 2013
- Arequipa/Peru: Bei einem Busunglück auf einer Gebirgsstraße in der Region Puno sterben 20 Menschen.[108]
- Bandar Thana/Bangladesch: Bei einem Angriff von Piraten sterben 20 Fischer in der Bucht von Bengalen vor der Insel Kutubdia.[109]
- Kaesŏng/Nordkorea: Kim Jong-un lässt die wichtigste militärische Telefonverbindung nach Südkorea trennen; über die Leitung wird der Grenzverkehr von Arbeitern geregelt.[110]
- Stuttgart/Deutschland: Der Stuttgarter Fernsehturm wird aus Brandschutzgründen geschlossen.[111]
- Toulouse/Frankreich: Bei einer Razzia werden drei Terrorverdächtige festgenommen, die ersten Ermittlungen zufolge dem nahen Umfeld von Mohamed Merah angehören.[112]

### Donnerstag, 28. März 2013
- Damaskus/Syrien: Bei einem Anschlag auf ein Café auf dem Campus der Universität Damaskus sterben mindestens zwölf Menschen.[113]
- Johnson County/Vereinigte Staaten: Die US-Luftwaffe entsendet zwei kernwaffenfähige Tarnkappenbomber des Typs Northrop B-2 von der Whiteman Air Force Base nach Südkorea.[114]
- Karlsruhe/Deutschland: Der Bundesgerichtshof lehnt nach 13 Jahren Rechtsstreit den angestrebten Markenschutz für den „Goldhasen“ der Firma Lindt & Sprüngli ab. Jede beliebige deutsche Firma darf weiterhin hasenförmige Schokolade in goldfarbenen Kunststoff verpacken. In Österreich hingegen darf seit 2012 nur noch Lindt ein solches Produkt vertreiben, sofern der „Hase“ zusätzlich eine rote Schleife am Hals trägt.[115]
- Moskau/Russland: Präsident Wladimir Putin ordnet ein Militärmanöver der Schwarzmeerflotte mit 7.000 Soldaten und 36 Kriegsschiffen im Schwarzen Meer an.[116]

### Freitag, 29. März 2013
- Baishan/China: Bei einer Grubengasexplosion im Babao-Kohlebergwerk im Stadtbezirk Jiangyuan, der Provinz Jilin sterben 28 Bergarbeiter.[117]
- Daressalam/Tansania: Beim Einsturz eines zwölfstöckigen in Bau befindliches Bürogebäudes im Kariakoo Distrikt sterben 17 Menschen.[118]
- Kirkuk/Irak: Bei Anschlägen auf vier schiitische Moscheen und ein Gotteshaus sterben 19 Menschen und 130 werden verletzt.[119]
- Maizhokunggar/China: Bei einem Erdrutsch in einer Goldmine der Gesellschaft Tibet Huatailong Mining in Jiamachikang werden 83 Arbeiter verschüttet.[120]
- Manila/Philippinen: Bei einem Karfreitagsritual werden Dutzende Menschen an Kreuze genagelt, sie wollen damit an die Leiden Jesu erinnern und ihre Sünden sühnen.[121]
- Pjöngjang/Nordkorea: Kim Jong-un lässt Raketen auf die USA in Bereitschaft versetzen. Ziele sind die Städte Washington, D.C., Los Angeles und Austin (Texas) auf den kontinentalen Vereinigten Staaten sowie die US-Militärbasen in Hawaii, Guam und Südkorea.[122][123]

### Samstag, 30. März 2013

Nordkorea

- Ghazni/Afghanistan: Bei einem Luftangriff eines NATO-Hubschraubers sterben neun Taliban-Kämpfer und zwei Kinder.[124]
- Pjöngjang/Nordkorea: Nordkorea tritt mit Südkorea in den Kriegszustand.[125]

### Sonntag, 31. März 2013

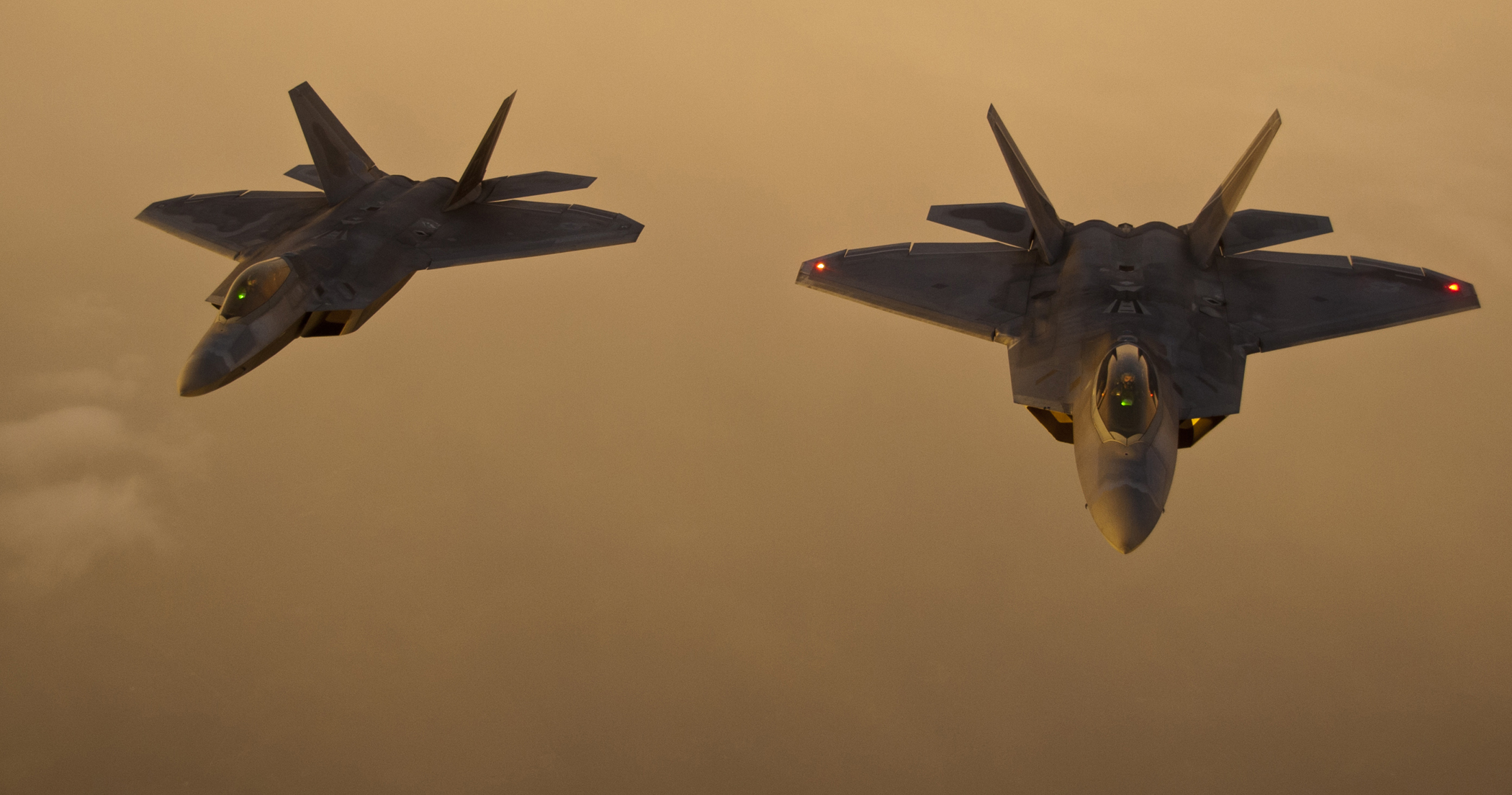
Lockheed Martin F-22

- Bannu/Pakistan: Bei einem Taliban-Bombenanschlag auf den Konvoi des Politikers Malik Adnan Wazir von der Awami-Nationalpartei in der Region Wali Noor werden zwei seiner Leibwächter getötet und sechs schwer verletzt.[126]
- Los Llanillos/Spanien: Auf der Kanarischen Insel El Hierro werden bei einem Erdbeben der Stärke 4,9 Mw mehrere Gebäude beschädigt.[127]
- Pyeongtaek/Südkorea: Die Vereinigten Staaten verlegen zwei F-22-Tarnkappen-Jets für ein gemeinsames Manöver mit Südkorea auf die Osan Air Base.[128]

## Weblinks

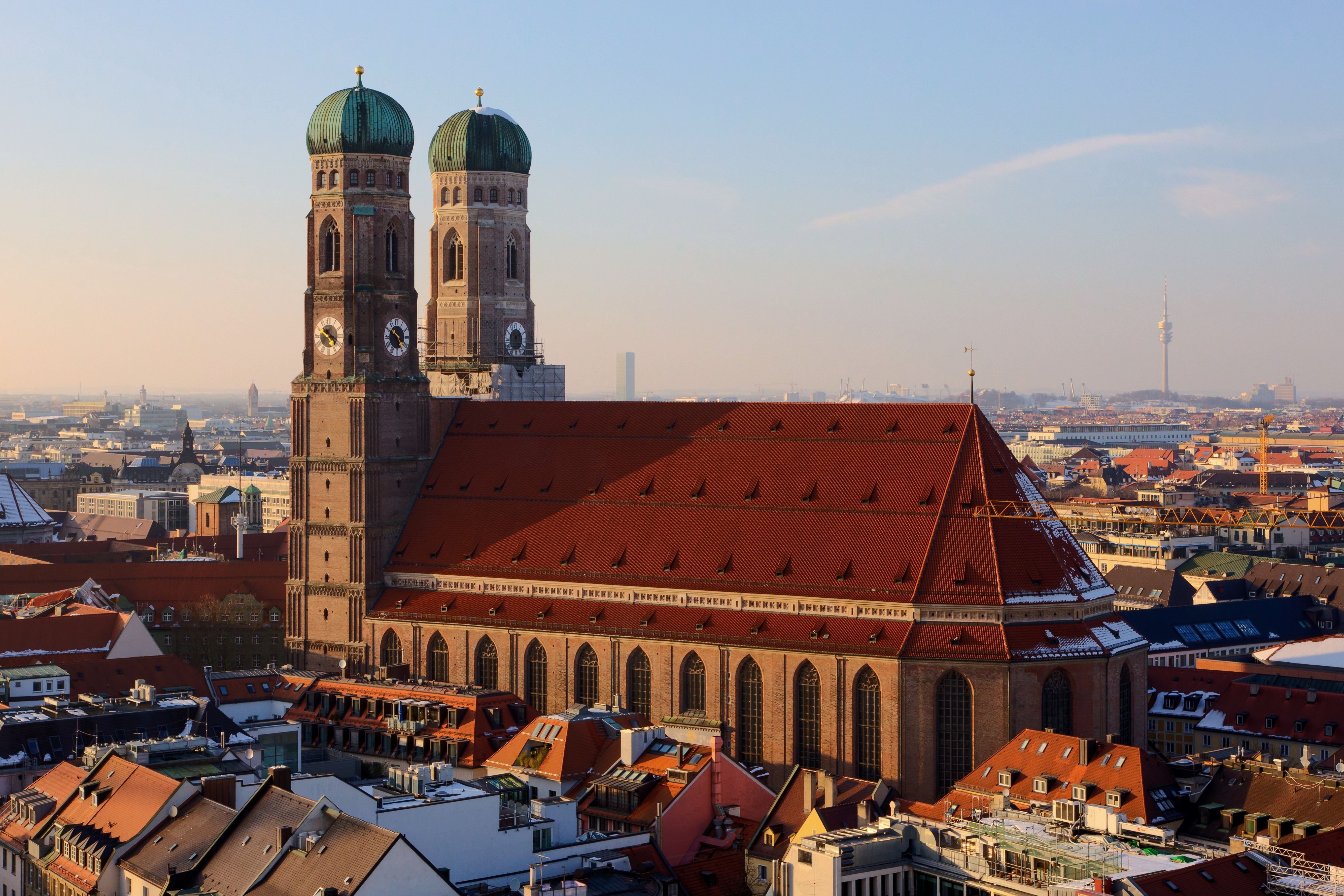
München im März 2013